# Catostomus insignis
 Catostomus insignis és una espècie de peix de la família dels catostòmids i de l'ordre dels cipriniformes.

## Morfologia
Els mascles poden assolir els 80 cm de longitud total.

## Hàbitat i distribució geogràfica
És un peix d'aigua dolça, demersal i de clima temperat (35°N-31°N), el qual es troba a Nord-amèrica: el nord de Sonora (Mèxic) i les conques dels rius Gila i Bill Williams a Nou Mèxic i Arizona (els Estats Units).